# 167 Urda
Urda /ˈɜːrdə/ (định danh hành tinh vi hình: 167 Urda) là một tiểu hành tinh ở vành đai chính, thuộc nhóm tiểu hành tinh Koronis và là một tiểu hành tinh kiểu S.
Ngày 28 tháng 08 năm 1876, nhà thiên văn học người Mỹ gốc Đức Christian H. F. Peters phát hiện tiểu hành tinh Urda khi ông thực hiện quan sát tại Đài quan sát Litchfield thuộc Đại học Hamilton ở Clinton, New York, Hoa Kỳ và đặt tên nó theo tên Urd, một trong các thần Norn trong thần thoại Bắc Âu.
Ngày 23 tháng 7 năm 2001, từ Nhật Bản người ta đã quan sát thấy Urda che khuất một ngôi sao.